# Кристиан Даниел Раух
Христиан Даниел Раух или Кристиан (на немски: Christian Daniel Rauch, * 2 януари в Аролзен (тогавашно княжество Валдек) в Хесен, † 3 декември 1857 в Дрезден) е значим скулптор на немския класицизъм.
Ученик е на Йохан Готфрид Шадов и принадлежи към Берлинската скулптурна школа.
Той е вторият син на Йохан Георг Раух (* 1729 във Флехтдорф, † 1796), който първо е войник, преди да стане камера-служител на княза на Валдек. Майка му произлиза от Менгерингхаузен и умира на 77 години.
Фамилията му не е богата. Като малък Раух взема частни уроци по латински и френски. На 13 години Раух започва да учи пет години при скулптора Фридрих Валентин в Хелзен (днес част от Аролзен). От 1795 до 1797 г. той е чирак на скулптора и професора в академията Йохан Христиан Рул в Касел, за когото участва в разкрасяването на дворец Вилхелмсхьое. Той преподава в Ландграфската академия в Касел, където моделира глината.
През 1796 г. умира баща му и през 1797 г. умира с единадест години по-големият му брат Фридрих, който е дворцов градинар и след това камера служител при пруския крал в дворец Сансуси в Потсдам, и Кристиан Даниел на 20 години трябва да се грижи за майка си и по-малкия си брат Лудвиг. Същата година той поема службата на брат си и става камера служител при Фридрих Вилхелм II. Едновременно той следва изкуство и древни науки в Берлинската академия на изкуствата. След смъртта на краля той служи при младата кралица Луиза фон Мекленбург-Щрелиц, съпруга на пруския крал Фридрих Вилхелм III, която придружава при нейните пътувания. През 1803 г. той става официален помощник на Готфрид Шадов.
През 1804 и 1812 г. Раух става баща на две дъщери, Агнес и Дорис, без да се ожени за тяхната майка, Вилхелмине Шулце (1783–1855), но той ги признава и ги възпитава и успява да им даде своето име. Децата му обаче живеят в къщата на братовчед му Мундхенк в Бад Пирмонт, на Алтенауплац 1.
На 29 юли 1804 г. Фридрих Вилхелм III му отпуска стипендия за шест години от годишно 125 талери и 12 гроша за научен престой в Италия. На 27 години той тръгва за Рим като придружител на младия граф Карл Сандретцки.
Той е представен там на Вилхелм фон Хумболт, пруския пратеник във Ватикан. През 1809 г. неговата стипендия е увеличена на 400 талери годишно.
Раух живее в Рим и в Карара. От 1815 г. Раух получава жилище в кралския дворец в Берлин.
Раух се разболява и отива да се лекува в Дрезден, където умира на 3 декември 1857 г. Той е погребан в почетен гроб на град Берлин в гробището Доротеенщат.
Раух създава с помощта на своите ученици около 50 статуи, 150 бюста и 90 релефа. Той е почетен гражданин на Берлин.

## Някои произведения
- Аделхайд фон Хумболдт като Психе, мармор, Рим 1810
- Гробен паметник на Луиза фон Прусия, Берлин, пр. 1815, мармор
- Marmorstatuen von Bülow, Scharnhorst und Blücher, Берлин, 1819
- Бюст на Гьоте, 1820, мармор, Гьоте-музей Дюселдорф
- Саркофаг фигура за Фридрих Вилхелм III, Берлин, 1846
- Крал Фридрих II от Прусия, Берлин 1851

- Вяра, Надежда, Любов
- Венец хвърляща Виктория (1838–45)
- Саркофаг на кралица Луиза
- Паметник на Фридрих Велики